# Operatie RY

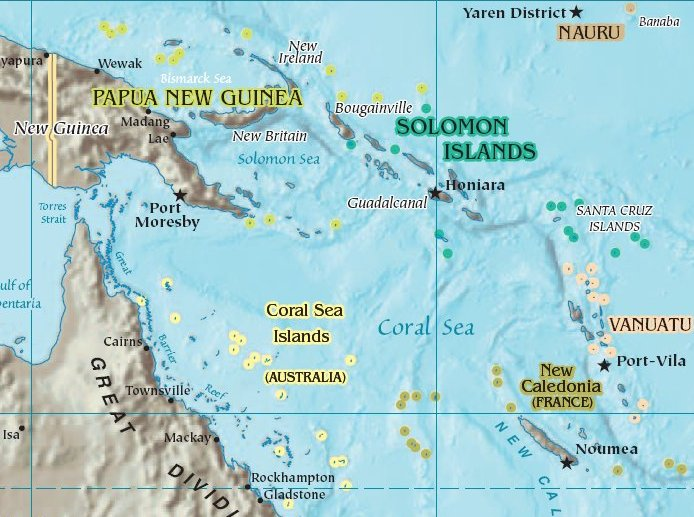
Kaart met boven rechts Nauru en Banaba

Operatie RY was een militaire operatie van de Japanse Keizerlijke Marine tijdens de Tweede Wereldoorlog om te landen op de eilanden Nauru en Banaba in de Stille Oceaan. Na een mislukte poging op 10 mei 1942 bezetten de Japanners de eilanden op 30 augustus 1942.

## Voorafgaande
Nauru en Bababa waren afgelegen eilanden met rijke fosfaatlagen in Australisch mandaatgebied en de British Phosphate Commission baatte er fosfaatmijnen uit. Fosfaat was nuttig voor meststof, springstof en munitie.
Van 6 tot 8 december 1940 brachten de Duitse hulpkruisers Orion en Komet vijf vrachtschepen Triona, Vinni, Komata, Triadic en Triaster tot zinken en beschoten ze de fosfaatmijnen. De Australian Commonwealth Naval Board vroeg instemming van de Admiraliteit van Engeland om Australische marineschepen bij de eilanden te laten patrouilleren om aanvallen af te weren. Voortaan voeren vrachtschepen tussen Australië en Nieuw-Zeeland in begeleide konvooien. De kruiser HMAS Manoora (F48) kwam bij Banaba aan op 4 januari 1941 en andere Australische en Nieuw-Zeelandse oorlogsschepen patrouilleerden langs de eilanden. Een compagnie van de marine en twee kanonnen veldartillerie werden op elk eiland opgesteld.
De geallieerden vreesden een Japanse invasie van Nauru en Banaba. De torpedobootjager Triomphant van de Vrije Fransen vertrok van de Nieuwe Hebriden en ontruimde de eilanden op 23 februari.

## Mislukte poging

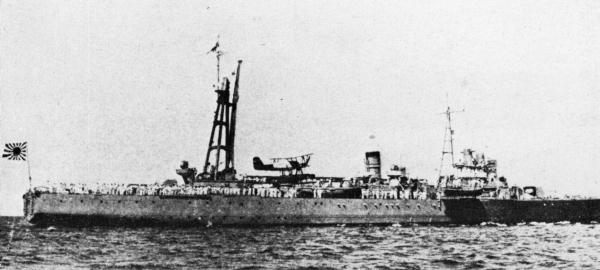
De mijnenlegger Okinoshima die als vlaggenschip diende en zonk

Op 11 mei 1942 vertrok schout-bij-nacht Kiyohide Shima uit Rabaul met landingstroepen aan boord van de troepentransportschepen Kinryū Maru en Takahata Maru begeleid door de kruiser Tatsuta, torpedobootjagers Uzuki en Yūzuki en de mijnenleggers Tsugaru en Okinoshima. De 5e divisie kruisers van schout-bij-nacht Takeo Takagi gaf dekking met de zware kruisers Haguro en Myōkō en de 30e divisie torpedobootjagers met de Ariake, Mochizuki, Shigure en Shiratsuyu.
Op 4 mei 1942 om 4h52 torpedeerde de Amerikaanse duikboot USS S-42 (SS-153) van Oliver G. Kirk de Okinoshima bij Nieuw-Ierland ten westen van het eiland Buka. De begeleidende schepen wierpen tot 11h30 dieptebommen af. De USS S-42 (SS-153) keerde met schade terug naar Moreton Bay, Brisbane. Schout-bij-nacht Shima bracht zijn vlag ten zuidwesten van de eilanden Buka en Bougainville over naar de Yūzuki. Om 6h40 kapseisde de Okinoshima in het Kanaal van Sint George in Papoea-Nieuw-Guinea terwijl de Mochizuki hem op sleeptouw genomen had.
Het reparatieschip Shoei Maru was opgeroepen om de Okinoshima te repareren en keerde onverrichter zake terug. Bij Kaap Sint George torpedeerde de Amerikaanse duikboot USS S-44 (SS-155) het reparatieschip, dat om 14h40 zonk.
Een verkenningsvliegtuig van Tulagi zag de vliegdekschepen USS Enterprise (CV-6) en USS Hornet (CV-8) naar Nauru varen. Omdat de invasievloot niet over luchtsteun beschikte, brak Shima operatie RY op 15 mei af en keerden de schepen terug naar Rabaul.

## Gelukte landing

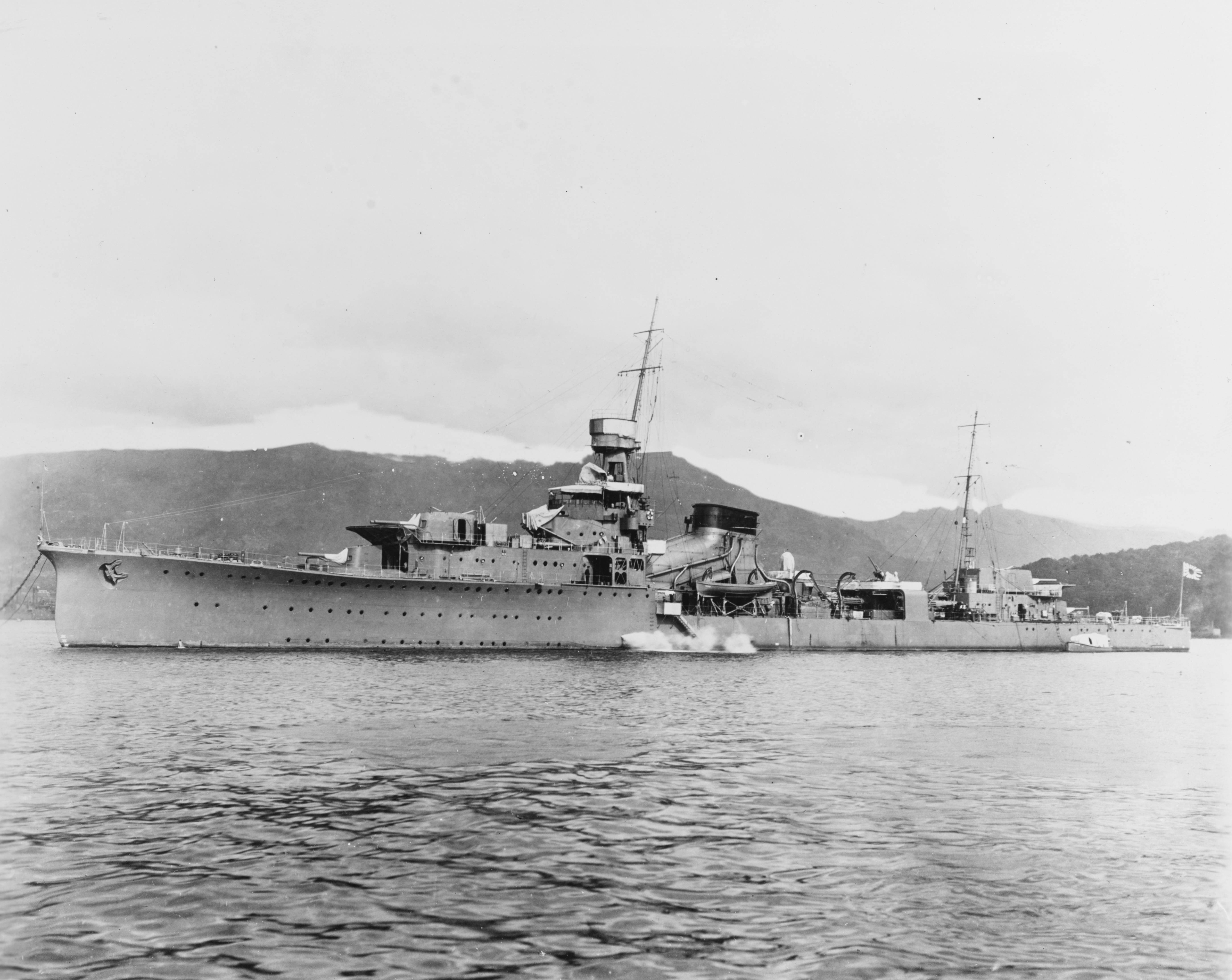
De lichte kruiser Yūbari begeleidde de gelukte landing.

Op 26 augustus 1942 vertrok het troepentransportschip Hakozaki Maru uit Chuuk begeleid door de lichte kruiser Yūbari en de torpedobootjagers Ariake, Oite, Yūgure, Yūnagi en Yūzuki.
Ze landden op 29 augustus op Nauru en op 30 augustus op Banaba zonder tegenstand. De Japanners hielden de afgelegen eilanden bezet tot het einde van de Tweede Wereldoorlog. Amerikaanse bommenwerpers bombardeerden ze geregeld.